# Іванов Олександр Олександрович (партійний діяч)
Олександр Олександрович Іванов (нар. 19 серпня 1890, село Передній Двор Ярославської губернії, тепер Ярославської області, Російська Федерація — розстріляний 30 жовтня 1937, місто Москва) — радянський діяч, відповідальний секретар Псковського губкому РКП(б), 1-й заступник народного комісара робітничо-селянської інспекції Української СРР. Член Центральної Контрольної Комісії КП(б)У в червні 1930 — січні 1934 року. Член Центральної контрольної комісії ВКП(б) у липні 1930 — січні 1934 року. Член Комісії радянського контролю при РНК СРСР у січні 1934 — липні 1937 року.

## Біографія
Народився в селянській родині тесляра. У 1901 році закінчив церковноприходську школу в селі Ніколо-Калікіно Чухломського повіту Ярославської губернії.
У листопаді 1902 — жовтні 1909 року — учень, підручний слюсаря, слюсар майстерень Давидова, суднобудівного заводу Сємяннікова, механічного заводу Степанова у Санкт-Петербурзі. З 1905 року брав участь в революційному русі.
Член РСДРП(б) з лютого 1907 року.
У листопаді 1909 — листопаді 1910 року — слюсар механічного заводу Сультсона, робітник на будівництві Ольгинського мосту в місті Пскові.
У листопаді 1910 — листопаді 1914 року — слюсар ремонтних майстерень машинобудівного заводу братів Кертинг, слюсар хромолітографічної і картонажної фабрики Кіббеля.
Працював у підпільній типографії, страхувальній касі, спілці металістів. Брав участь у низці страйків на заводі Степанова та в трьохмісячному страйку друкарів у Санкт-Петербурзі. Арештовувався царською поліцією за революційну роботу.
У 1914—1917 роках — в російській армії. З листопада 1914 по березень 1917 року служив рядовим 1-ї автомобільної роти 5-ї армії Північного фронту в Ломжі, Мітаві, Ризі, Двінську, Пскові та у тилових майстернях. Учасник Першої світової війни.
З березня 1917 року — член солдатської секції Псковської ради робітничих і селянських депутатів, працівник відділу праці Псковської ради, один із організаторів профспілок Пскова. З жовтня 1917 року — член Псковського військово-революційного комітету, голова Військової організації міста Пскова.
У грудні 1917 — лютому 1918 року — комісар праці і товариш (заступник) голови виконавчого комітету Псковської губернської ради. З лютого 1918 року — член військово-революційного штабу оборони Пскова при управлінні військ Північного фронту.
У березні — листопаді 1918 року — завідувач відділу нормування праці і заробітної плати Петроградського комісаріату праці. У листопаді 1918 — квітні 1920 року — заступник комісара праці Псковського губернського відділу праці, голова Псковського губернського управління із продукторозподілу. Одночасно, у січні — листопаді 1919 року — голова Псковської губернської ради профспілок.
У травні — жовтні 1920 року — голова Головного управління продукторозподілу «Головпродукт», член колегії Народного комісаріату продовольства Башкирської АРСР.
У травні 1921 — травні 1923 року — відповідальний секретар Великолуцького повітового комітету РКП(б) Псковської губернії.
У травні — листопаді 1923 року — відповідальний секретар Псковського губернського комітету РКП(б), член Північно-Західного бюро ЦК РКП(б) в Петрограді.
У грудні 1923 — травні 1924 року — відповідальний секретар Севастопольського міського комітету РКП(б).
У травні 1924 — березні 1925 року — на відповідальній роботі в Кримському обласному комітеті РКП(б): заступник секретаря обласного комітету і завідувач організаційного відділу обкому РКП(б).
У 1925 році був слухачем Вищої школи пропагандистів при ЦК РКП(б).
У березні — вересні 1925 року — завідувач організаційного відділу Томського губернського комітету РКП(б).
У вересні 1925 — січні 1927 року — відповідальний секретар Кузнецького окружного комітету ВКП(б) Сибірського краю.
У січні — квітні 1927 року — заступник завідувача організаційного відділу Сибірського крайового комітету ВКП(б).
У червні — листопаді 1927 року — завідувач відділу обліку і розподілу кадрів Народного комісаріату внутрішніх справ РРФСР.
У вересні 1927 — червні 1929 року — слухач курсів марксизму при Комуністичній академії у Москві.
У липні 1929 — січні 1931 року — голова Дніпропетровської окружної Контрольної Комісії КП(б)У — робітничо-селянської інспекції.
З січня 1931 року — на відповідальній роботі в Центральної Контрольної Комісії КП(б)У: секретар Партійної колегії ЦКК КП(б)У.
З 4 грудня 1931 по листопад 1933 року — 1-й заступник народного комісара робітничо-селянської інспекції Української СРР — заступник голови Центральної Контрольної Комісії КП(б)У.
З листопада 1933 до січня 1934 року — народний комісар робітничо-селянської інспекції Азербайджанської СРР — голова Центральної Контрольної Комісії КП(б) Азербайджану.
У березні 1934 — листопаді 1936 року — уповноважений Комісії радянського контролю при РНК СРСР по Азербайджанській РСР.
З листопада 1936 по липень 1937 року — уповноважений Комісії радянського контролю при РНК СРСР по Узбецькій РСР.
3 липня 1937 року заарештований органами НКВС у Москві. Засуджений до страти, розстріляний 30 жовтня 1937 року, похований на Донському цвинтарі Москви.
Посмертно реабілітований 18 квітня 1956 року.